# 林嘉美
林嘉美 （Dr James Baker Woods，1867年—1945年）美南长老会传教医生，仁慈医院院长。
1894年，林嘉美受美南长老会差遣，前往中国，驻江苏清江浦。此前在1887年，他的哥哥林嘉善（Edgar Archibald Woods）已先期来华，成为驻清江浦的先锋传教士，1889年，在赛兆祥（Absalom Sydenstricker，1852－1931）的帮助下，林嘉善在清江浦东门口慈云寺开设当地第一个诊所。1892年，获衙门批准，正式开设。1898年，林嘉美在闸口对岸的老坝口基隆巷设立福音堂和第三间诊所。1899年，哥哥林嘉善回国，由林嘉美接办医馆。。1905年，林嘉美在淮安府府城西长街设立福音堂和诊所。1906年，斑疹伤寒流行，林嘉美在铁心坝设立隔离医院。1912年，林嘉美在清江浦十里长街东端东圩门内水渡口街购得坟地八十亩，筹建医院。到1914年，建成三层洋楼五幢，平房百余间，成为一所规模颇大的教会医院，命名为仁慈医院。。1923年，由于信徒人数增加，原来的基隆巷福音堂已不能容纳，林嘉美在同庆街北购地三亩，建造十字形的同庆堂，12间，可容纳500人。。1935年，林嘉美年龄已老，改由钟爱华（Lemuel Nelson Bell，1894－1973）接任院长。1940年回国。。
林嘉美师母 Elizabeth Brown Witherspoon Smith 1874–1967。他们生有子女6人：
- 林小姐（Agnes Lacy Woods ，1894年12月17日—1986年9月19日，美国得克萨斯州 Denton）。1914年返回中国传教，驻清江浦。1918年11月6日嫁给何伯葵（Thomas Lyttleton Harnsberger）为继室，随夫驻泰州。1939年离开盐城返回美国。
- 林先生（John Russell Woods 1896–1970  1896年12月2日，清江浦—1970年2月8日，美国北卡罗来纳州 Wentworth）。1932年返回中国传教，驻清江浦。
- 林厚培（James Baker Woods，Jr，1898年4月16日，清江浦—1986年3月，美国北卡罗来纳州 Davidson），1924年返回中国行医传教，驻镇江。
- Edgar Archibald Woods（1899年8月14日，江西庐山—1969年1月17日）。
- William Smith Woods（1906年10月16日—1989年9月6日）。